# Magnano in Riviera
Magnano in Riviera – miejscowość i gmina we Włoszech, w regionie Friuli-Wenecja Julijska, w prowincji Udine.
Według danych na rok 2004 gminę zamieszkiwało 2287 osób, 285,9 os./km².